# Castricum
Castricum es un municipio neerlandés situado en la provincia de Holanda Septentrional.
En 2016 tiene 34 741 habitantes, agrupados en cinco localidades o distritos: Castricum, Akersloot, Bakkum, De Woude y Limmen.
Se sitúa en la costa a medio camino entre Alkmaar y Haarlem, en la región histórica del Kennemerland.
En la localidad de Limmen se encuentra el Hortus Bulborum.